# Indian Wells Challenger
L'Indian Wells Challenger è stato un torneo professionistico di tennis giocato su campi in cemento. Faceva parte dell'ATP Challenger Series. Si giocava annualmente a Indian Wells negli Stati Uniti.

## Albo d'oro

### Singolare
| Anno | Campione              | Finalista        | Punteggio     |
| ---- | --------------------- | ---------------- | ------------- |
| 1991 | Cristiano Caratti     | Jimmy Arias      | 6–7, 6–4, 6–2 |
| 1992 | Richard Fromberg      | Todd Woodbridge  | 6–4, 6–1      |
| 1993 | Jason Stoltenberg (2) | Jared Palmer     | 6–2, 6–1      |
| 1994 | Steve Bryan           | Olivier Delaître | 6–3, ritirato |
| 1995 | Tommy Ho              | Oliver Gross     | 6–7, 7–6, 6–2 |
| 1996 | Jason Stoltenberg (1) | Mark Knowles     | 6–4, 6–2      |
| 1997 | Jiří Novák            | Sláva Doseděl    | 7–6, 6–4      |

### Doppio
| Anno | Campioni                           | Finalisti                           | Punteggio     |
| ---- | ---------------------------------- | ----------------------------------- | ------------- |
| 1991 | Joey Rive Robert Van't Hof         | Marty Davis Todd Witsken            | 6–4, 7–6      |
| 1992 | Pieter Aldrich Danie Visser        | Mike Briggs Trevor Kronemann        | 7–6, 2–6, 7–5 |
| 1993 | Patrick Rafter Jason Stoltenberg   | Neil Borwick Simon Youl             | 6–4, 6–3      |
| 1994 | Kelly Jones Trevor Kronemann       | Nicklas Utgren Lars-Anders Wahlgren | 6–1, 6–4      |
| 1995 | Nicklas Kulti (1) Mikael Tillström | Jan Apell Mike Bauer                | 7–6, 6–4      |
| 1996 | Brett Hansen-Dent Brian MacPhie    | Jason Stoltenberg Peter Tramacchi   | 6–3, 6–4      |
| 1997 | Nicklas Kulti (1) Michael Tebbutt  | Scott Davis Kelly Jones             | 6–2, 4–6, 6–3 |